# Chavannes-sur-Suran
Chavannes-sur-Suran è un ex comune francese di 661 abitanti situato nel dipartimento dell'Ain della regione dell'Alvernia-Rodano-Alpi. Dal 1º gennaio 2017 il comune è stato accorpato al comune di Germagnat per formare il nuovo comune di Nivigne e Suran.

## Società

### Evoluzione demografica
Abitanti censiti